# Медзна-Древняна
Медзна-Древняна (пол. Miedzna Drewniana) — село в Польщі, у гміні Білачув Опочинського повіту Лодзинського воєводства.
Населення — 600 осіб (2011).
У 1975-1998 роках село належало до Пйотрковського воєводства.

## Демографія
Демографічна структура станом на 31 березня 2011 року:
|          | Загалом | Допрацездатний вік | Працездатний вік | Постпрацездатний вік |
| -------- | ------- | ------------------ | ---------------- | -------------------- |
| Чоловіки | 290     | 71                 | 184              | 35                   |
| Жінки    | 310     | 70                 | 148              | 92                   |
| Разом    | 600     | 141                | 332              | 127                  |